# Motorcycle Hall of Fame
O Motorcycle Hall of Fame é o Hall da Fama da American Motorcyclist Association (AMA) que reconhece aqueles que contribuíram de forma significativa ao motociclismo. O Hall da Fama fica localizado dentro de um museu do motociclismo, que fica na cidade de Pickerington, subúrbio de Columbus, Ohio, perto da sede da American Motorcyclist Association. No museu estão expostos motos, acessórios e roupas pertencentes a pilotos profissionais.

## Homenageados
Esta é a lista de todas as pessoas incluídas no Motorcycle Hall of Fame, até hoje
| - J. C. Agajanian (1999) - Giacomo Agostini (1999) - David Aldana (1999) - Johnny Allen (1999) - C.E. Altman (2003) - Hap Alzina (1998) - Brad Andres (1998) - Leonard Andres (1999) - Leo Anthony (1998) - Sam Arena (1998) - Bob Armstrong (1998) - Erle Armstrong (1998) - Roy Artley (1998) - C.R. Axtell (1999) - Walt Axthelm (2001) - Speedy Babbs (1999) - Frank Baer (1998) - Bill Bagnall (1999) - David Bailey (1999) - Gary Bailey (1999) - Oscar Seaney (1999) - Bill Baird (1999) - Erwin Baker (1998) - Steve Baker (1999) - Mike Baldwin (2001) - Mark Barnett (2001) - Dave Barr (2000) - Mike Bast (2000) - Jean-Michel Bayle (2000) - Vaughn Beals (2008) - Rex Beauchamp (2007) - Ernie Beckman (1998) - Mike Bell (2001) - Wells Bennett (2000) - Ralph Berndt (2005) - Dick Bettencourt (2000) - Doug Bingham (2003) - Ron Bishop (2001) - Mark Blackwell (2000) - Joe Bolger (2004) - Ted Boody Junior (2000) - Cliff Boswell (1998) - Earl Bowlby (1999) - Jerry Branch (2005) - Everett Brashear (1998) - Bob Braverman (2000) - Mark Brelsford (1998) - Eddie Brinck (1998) - Bill Brokaw (2001) - Becky Brown (2002) - Bruce Brown (1999) - Don Brown (2001) - Willard Red Bryan (2004) - Max Bubeck (1999) - Earl Buck (1998) - Erik Buell (2002) - Al Burke (1996) - Edmund Burke (2002) - Roy Burke (2004) - Dick Burleson (1998) - Albert Shrimp Burns (1998) - Rod Bush - Ben Campanale (1998) - Ben Nighthorse Campbell (2001) - Chris Carr (2004) - Kel Carruthers (1999) - Woody Carson (2001) - Allen Carter (2001) - Woodsie Castonguay (1998) - Tom Cates (2005) - Danny Chandler (1999) - Doug Chandler (2006) - Jimmy Chann (1998) - Alfred Rich Child (2006) - T. C. Christenson (2005) - Bill Church (1998) - Nobby Clark (2012) - Charles Clayton (2001) - Sharon Clayton (2000) - Floyd Clymer (1998) - Rod Coates (2008) - A.B. Coffman (1998) - Pete Coleman (2000) - Russ Collins (1999) - Arthur Constantine (1998) - Wes Cooley (2004) - Dave Coombs (2000) - Mike Corbin (2000) - Carl Cranke (2000) - Al Crocker (1998) - Wayne T. Curtin (1996) - Glenn Curtiss (1998) - Mary Shephard Cutright (1993) - Wally Dallenbach (2006) - Russ Darnell (2002) - Arthur Davidson (1998) - Walter Davidson (1998) - William A. Davidson (1998) - Willie G. Davidson (1999) - William H. Davidson (1999) - Jim Davis (1998) - Ty Davis (2012) - Will Davis (2002) - Paul Dean (2001) - Roger DeCoster (1999) - Trevor Deeley (1999) - Babe DeMay (2001) - Ralph DePalma (1998) - Jacob DeRosier (1998) - John DeSoto (1998) - Dave Despain (1998) - Marty Dickerson (2002) - Tony DiStefano (1999) - Doug Domokos (2002) - Dick Dorresteyn (1998) - Floyd Dreyer (1998) - Linda Dugeau (2004) - Yvon Duhamel (1999) - Paul DuPont (2004) - Edison Dye (1999) - Chet Dykgraaf (1998) - Al Eames (1999) - Ted Edwards (1998) - Kenny Eggers (1998) - Bud Ekins (1999) - Dave Ekins (2001) - Steve Eklund (1998) - Sprouts Elder (1998) - Jimmy Ellis (2012) - Don Emde (1999) - Floyd Emde (1998) - Jeff Emig (2004) - Debbie Evans (2003) - George Everett (2001) - Michael Farabaugh (2002) | - Jimmy Filice (2000) - Sue Fish (2012) - Ed Fisher (2002) - Earl Flanders (1998) - Peter Fonda (2000) - Malcolm Forbes (1999) - Bill France Junior (2000) - Bill France (2000) - Jeff Fredette (2002) - Curly Fredricks (1998) - Rollie Free (1998) - Walt Fulton Junior (1999) - Joe Gee (1998) - Johnny Gibson (2004) - Dick Gilmore (1997) - Linda Giovannoni (1996) - Broc Glover (2000) - Paul Goldsmith (1999) - Randy Goss (1998) - Bill Goudy (1998) - Carl Goudy (1998) - Ricky Graham (1998) - Morty Graves (1998) - Bob Greene (2007) - Al Gunter (1999) - Mike Hailwood (2000) - Torsten Hallman (2000) - Fred Ham (2000) - Dick Hammer (2000) - Bob Hannah (1999) - Bob Hansen (1999) - Scot Harden (2008) - William S. Harley (1998) - T.K. Hastings (2000) - Larry Headrick (1998) - Oscar Hedström (1998) - Tom Heininger (2003) - George M Hendee (1998) - Thomas Henderson (1998) - William G. Henderson (1998) - Pat Hennen (2007) - Doug Henry (2005) - Ralph Hepburn (1998) - Barry Higgins (2000) - Bobby Hill (1998) - Jimmy Hill (1998) - Pete Hill (1990) - Lester Hillbish (1998) - Ted Hodgdon (1998) - J.C. Hoel (1998) - Pearl Hoel (1991) - Soichiro Honda (2000) - Jules Horky (1998) - David L. Hough (2009) - Kent Howerton (2000) - Billy Huber (1998) - Larry Huffman (2008) - Roger Hull (2001) - Hugh H. (Harry) Hurt (2007) - JackPine Gypsies Motorcycle Club (1997) - Don Johns (1998) - Bill Johnson (2005) - Rick Johnson (1999) - Gary Jones (2000) - Hap Jones (1998) - Maldwyn Jones (1998) - Erv Kanemoto (2001) - Buzz Kanter (2002) - Benny Kaufman (1998) - Neil Keen (2000) - Harry Kelley Junior (1999) - Mike Kidd (1998) - Mike Kiedrowski (2007) - Dick Klamfoth (1998) - Evel Knievel (1999) - Hazel Kolb (1998) - Ed Kretz (1998) - Ed Kretz Junior (2002) - Linton Kuchler (2003) - Del Kuhn (2003) - Allen La Fortune (2003) - Brad Lackey (1999) - Wilbur Lammy Lamoreaux (1998) - Danny LaPorte (2000) - Lars Larsson (2002) - Eddie Lawson (1999) - Mert Lawwill (1998) - Aub LeBard (1998) - Jay Leno (2000) - Oscar Lenz (1998) - Joe Leonard (1998) - Woody Leone (1998) - Clifford Windy Lindstrom (1998) - Gunnar Lindstrom (2000) - Carey Loftin (2001) - Fred Ludlow (1998) - Ken Maely (1999) - Walt Mahony (2002) - Larry Maiers (2001) - Randy Mamola (2000) - David Mann (2004) - Dick Mann (1998) - Denis Manning (2006) - Bart Markel (1998) - Freddie Marsh (2002) - Billy Mathews (1998) - Robert McClean (2002) - Jim and Phyllis McClure (2001) - Tom McDermott (2000) - Jeremy McGrath (2003) - Victor McLaglen (1999) - John McLaughlin (2001) - Steve McLaughlin (2004) - Steve McQueen (1999) - Fred Merkel (2001) - Joseph Merkel (1998) - Heikki Mikkola (2006) - Bill Miller (1998) - Herby Miller (1998) - Sammy Miller (2007) - Cordy Milne (1998) - Jack Milne (1998) - Chuck Minert (1999) - Howard Mitzel (1998) - Emmett Moore (1998) - Steve Morehead (2004) - Putt Mossman (1999) - Eddie Mulder (1999) - Dave Mungenast (2000) - Burt Munro (2006) - Clem Murdaugh (1998) - Cook Neilson (2006) - Arlen Ness (1992) | - Ed Netterberg (1999) - Jody Nicholas (1999) - Nick Nicholson (2005) - Freddie Nix (1999) - Gary Nixon (1998) - Dick O'Brien (2000) - Johnny O'Mara (2000) - Bruce Ogilvie (2010) - Tom Paradise (1998) - Scott Parker (2003) - Trampas Parker (2007) - Joe Parkhurst (2001) - Leslie Red Parkhurst (1998) - Mike Parti (2001) - Leo Payne (2001) - Bruce Penhall (1999) - Duke Pennell (2003) - Jack Penton (1999) - John Penton (1998) - Tom Penton (2000) - Dave Perewitz (2003) - Dudley Perkins (1998) - Bob Perry (1998) - Joe Petrali (1998) - Preston Petty (1999) - Jimmy Phillips (1998) - Reggie Pink (1998) - Doug Polen (2011) - Jim Pomeroy (1999) - Terry Poovey (2008) - Ray Price (1993) - Reg Pridmore (2002) - Wayne Rainey (1999) - Ronnie Rall (2001) - Cal Rayborn (1999) - John Reed (2001) - Herb Reiber (1998) - Roger Reiman (1998) - Carroll Resweber (1998) - Gene Rhyne (1998) - Jim Rice (2001) - Branscombe Richmond (2003) - Derek and Don Rickman (2007) - Joel Robert (2000) - J.N. Roberts (1999) - Kenny Roberts (1998) - Dot Robinson (1998) - Earl Robinson (1998) - Roxy Rockwood (1999) - George Roeder (1999) - Larry Roeseler (1999) - Gene Romero (1998) - Sylvester H. Roper (2002) - Rip Rose (2000) - Scott Russell (2005) - Perry Sands (2004) - Robert Schanz (2004) - Phil Schilling (2011) - Donny Schmit (2002) - Bernie Schreiber (2000) - Dave Schultz (2001) - Kevin Schwantz (1999) - Ignaz Schwinn (1998) - Gary Scott (1998) - Hank Scott (2000) - Bubba Shobert (1998) - Tom Sifton (1998) - Dale Singleton (2002) - Brian Slark (2012) - Dal Smilie (2004) - Donnie Smith (1995) - E.C. Smith (1999) - Erwin Smith (1995) - Jeff Smith (2000) - Malcolm Smith (1998) - Marty Smith (2000) - George J. Smith (1994) - Roger Soderstrom (2006) - Cristine Sommer-Simmons (2003) - Freddie Spencer (1999) - Johnny Spiegelhoff (1998) - Jay Springsteen (2003) - Jeff Stanton (2000) - Orie Steele (2007) - Gary L. Stevens (2002) - Bessie Stringfield (2002) - Babe Tancrede (1998) - Sammy Tanner (1999) - Lee Taylor (1998) - Shell Thuet (2001) - John Tibben (2004) - Rolf Tibblin (2008) - Walter and Lucille Timme (1995) - Fred Toscani (2003) - Elmer Trett (2000) - Marty Tripes (2001) - Gavin Trippe (2005) - Bill Tuman (1998) - U.S. Trophee and MX des Nations Team, 1981 (2003) - Joe Uebelacker (1998) - Pete Uebelacker (1998) - Billy Uhl (2007) - Skip Van Leeuwen (1999) - A.F. Van Order (1998) - Augusta and Adeline Van Buren (2002) - Terry Vance (1999) - Don Vesco (1999) - Craig Vetter (1999) - Ed Waldheim (2007) - Gene Walker (1998) - Otto Walker (1998) - Theresa Wallach (2003) - Miny Waln (1998) - Buzz Walneck (2004) - Bruce Walters (2003) - Jeff Ward (1999) - Joe Weatherly (1998) - Jimmy Weinert (1999) - Ray Weishaar (1998) - Bill Werner (2000) - Ralph White (2001) - Earl Widman (1998) - Al Wilcox (2012) - Jack Wilson (2001) - Margaret Wilson (2004) - Melbourne Wilson (2006) - Leroy Winters (1999) - Steve Wise (2001) - Charles Red Wolverton (1998) - George A. Wyman (2000) - Pops Yoshimura (2000) - Ed Youngblood (1999) - David Zien (2000) |